# 家姐、細佬、飛髮舖
《家姐、細佬、飛髮舖》（英語：Barber Shop）是香港亞洲電視製作的電視劇集，本劇共有兩輯，由張之玨擔任策劃，監製是梁天 （第一輯）及梅小青 （第二輯）。分別首播於1982年12月20日及1983年1月10日。主演有鄧碧雲、董驃、吳回、朱德惠、黃英波、苗金鳳、卡迪遜等。第二輯加入了柳影紅、何家勁、文雪兒及鍾保羅等新演員。

## 劇情簡介
理髮店東主安美麗強迫其女趙震岳學新潮理髮術，並約束其識男朋友，並對岳之心上人造餅工人周子揚投以白眼。
保守理髮師安德魯之舊愛水伊人從大陸偷渡來港，安德魯請水伊人在理髮鋪工作，安美麗表不滿。熟客三姑娘，為過氣的紅交際花，欲從良，心中屬意安德魯。熟客師爺張對安美麗展開追求，但安美麗反應冷淡。理髮舖內的人和事，令人發出會心微笑。

## 主要演員
- 鄧碧雲 飾 安美麗
- 董驃 飾 安德魯
- 吳回 飾 亞松
- 朱德惠 飾 蛇仔青
- 黃英波 飾 趙震岳
- 卡迪遜 飾 周子揚
- 苗金鳳 飾 水伊人
- 張瑛 飾 師爺張
- 柳影紅 飾 華姐
- 何家勁 飾 亞東
- 鍾保羅 飾 阿牛
- 文雪兒 飾 彭美拉
- 朱承彩 飾 三姑娘/四姑娘
- 李月清 飾 周母
- 李亨 飾 周父
- 孟浪 飾 大隻廣
- 陳植槐 飾 強哥/陳生
- 黃振球 飾 陳仔
- 鄭文霞 飾 包租婆
- 夏春秋 飾 經理人
- 邵音音 飾 紅玫瑰
- 蔡國慶 飾 林向東
- 許英秀 飾 公公
- 符策力 飾 星仔
- 鄭雷 飾 昆哥
- 甘山 飾 亞黃
- 楊雅潔 飾 朱麗葉
- 江濤 飾 老李